# Casper Stornes
Casper Nicolai Sagevik Stornes (Askøy, 6 febbraio 1997) è un triatleta norvegese, attivo anche nell'Ironman 70.3.

## Biografia
Ha rappresentato la Norvegia ai Giochi olimpici estivi di Tokyo 2020, dove si è classificato undicesimo nella prova individuale.